# Florian Sénéchal
Florian Sénéchal (ur. 10 lipca 1993 w Cambrai) – francuski kolarz szosowy.

## Osiągnięcia
Opracowano na podstawie:

2010
- 2. miejsce w Gent-Menen
- 1. miejsce na 3. etapie Keizer der Juniores

2011
- 2. miejsce w La Bernaudeau Junior
- 1. miejsce w Paryż-Roubaix juniorów
- 3. miejsce w Trophée Centre Morbihan
- 2. miejsce w Ronde van Vlaanderen voor Junioren
- 2. miejsce w Omloop Mandel-Leie-Schelde
- 1. miejsce w Keizer der Juniores
  - 1. miejsce na 2. etapie

2013
- 1. miejsce w Memoriale Henryka Łasaka
- 1. miejsce w Okolo Jižních Čech
  - 1. miejsce w klasyfikacji punktowej
  - 1. miejsce na 2. etapie
- 2. miejsce w De Kustpijl

2014
- 1. miejsce w klasyfikacji młodzieżowej La Tropicale Amissa Bongo

2015
- 3. miejsce w Tro Bro Leon

2016
- 3. miejsce w Le Samyn
- 1. miejsce w klasyfikacji młodzieżowej Tour de Wallonie
- 3. miejsce w Dwars door het Hageland

2018
- 2. miejsce w Dwars door West-Vlaanderen
- 3. miejsce w Grand Prix d’Isbergues
- 2. miejsce w Giro del Piemonte

2019
- 1. miejsce w Le Samyn
- 2. miejsce w Tour de l’Eurométropole

2020
- 3. miejsce w Bretagne Classic Ouest-France
- 1. miejsce w Druivenkoers Overijse
- 2. miejsce w Gandawa-Wevelgem

2021
- 2. miejsce w Clásica de Almería
- 3. miejsce w Bredene Koksijde Classic
- 2. miejsce w E3 Saxo Bank Classic
- 1. miejsce na 13. etapie Vuelta a España 2021
- 1. miejsce w Primus Classic

2022
- 3. miejsce w Dwars door het Hageland
- 1. miejsce w mistrzostwach Francji (start wspólny)

## Rankingi
| Rok             | 2012  | 2013 | 2014 | 2015 | 2016 | 2017 | 2018 | 2019 | 2020 | 2021 | 2022 | 2023 | 2024  |
| --------------- | ----- | ---- | ---- | ---- | ---- | ---- | ---- | ---- | ---- | ---- | ---- | ---- | ----- |
| UCI World Tour  |       |      |      |      | -    | -    | 253. |      |      |      |      |      |       |
| World Ranking   |       |      |      |      | 187. | 223. | 120. | 103. | 16.  | 31.  | 159. | 235. | 1844. |
| UCI Europe Tour | 1031. | 37.  | 304. | 330. | 72.  | 194. | 23.  | 85.  | 14.  | 27.  | 131. | -    | -     |
| UCI Africa Tour | -     | -    | 122. | -    | -    | -    | -    |      |      |      |      |      |       |
|                 |       |      |      |      |      |      |      |      |      |      |      |      |       |
| Źródło: UCI     |       |      |      |      |      |      |      |      |      |      |      |      |       |